# Johann Georg von Hahn
Johann Georg von Hahn (Francoforte sul Meno, 11 luglio 1811 – Jena, 23 settembre 1869) è stato un diplomatico e filologo austriaco.

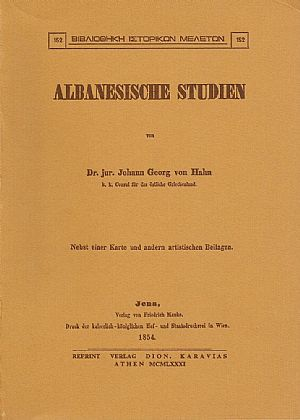
Gli Albanesische Studen.

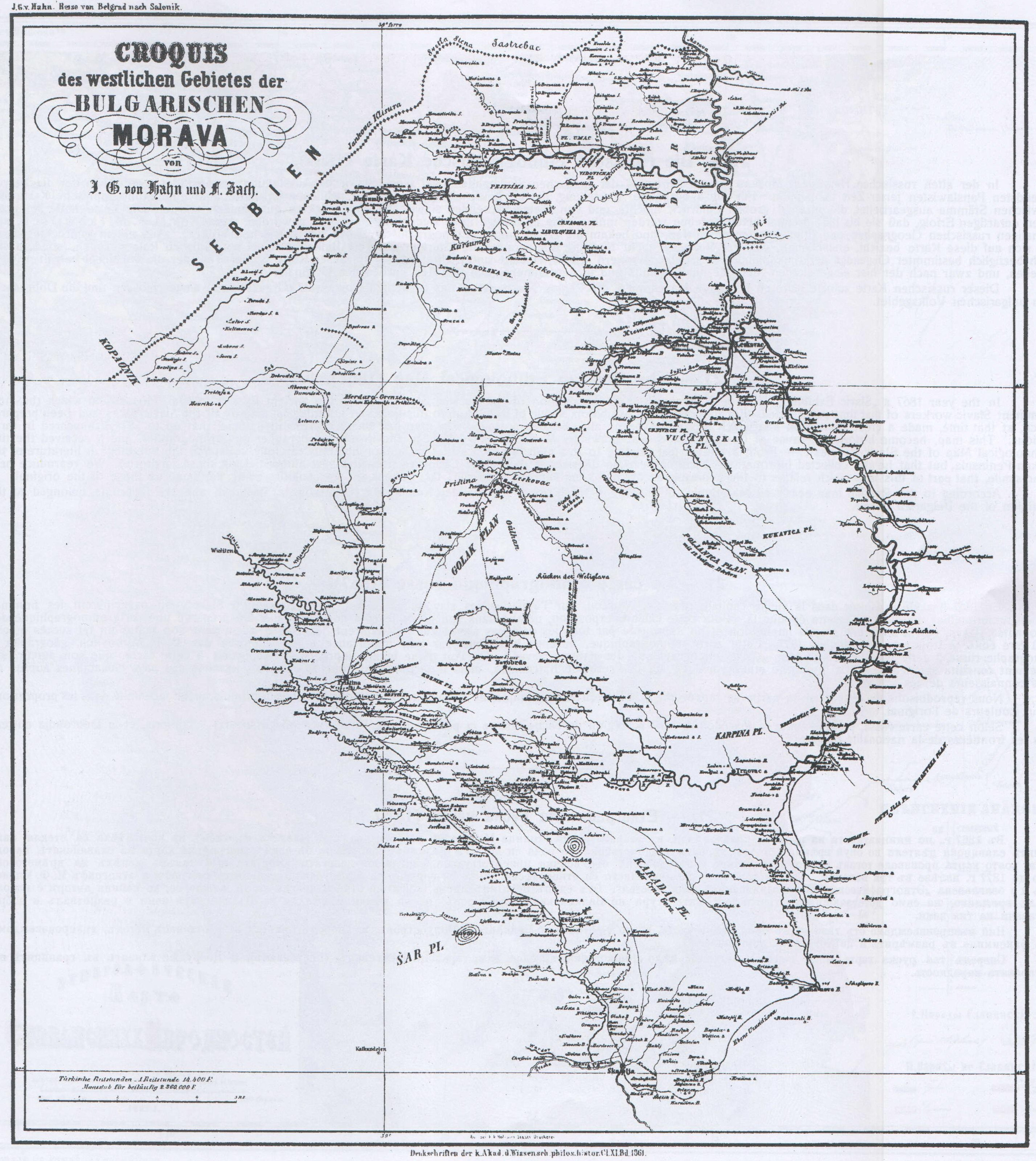
Mappa etnografica realizzata da von Hahn che rappresenta la valle della Morava meridionale (1861).

Nacque in Germania. Nel 1847 fu nominato console austriaco a Giannina, oggi in Grecia. Fu poi trasferito nel Regno di Grecia per prestare servizio sull'isola di Siro nel 1851, poi divenne ambasciatore presso la capitale. È considerato il fondatore degli studi albanesi. Raccolse e pubblicò materiale sulla lingua e sulla cultura albanese, dapprima studiandone l'idioma e dimostrando la sua appartenenza alla famiglia indoeuropea. Morì all'età di 58 anni.

## Pubblicazioni
- (DE) J.G. von Hahn, Albanesische studien, Jena, 1854. URL consultato il 16-05-2014.
- (DE) J.G. von Hahn, Reise von Belgrad nach Salonik, Vienna, 1861.
- (DE) J.G. von Hahn, Griechische und albanesische Märchen, Lipsia, 1864.
- (DE) J.G. von Hahn, Reise durch die Gebiete von Drin und Wardar, Vienna, 1867.
- (DE) J.G. von Hahn, Sagwissenschaftliche studien, Jena, 1876. Postumo.[2]